# Софія Санчес
Софія Санчес (ісп. Sofía Sánchez, 23 серпня 1989) — аргентинська синхронна плавчиня.
Учасниця Олімпійських Ігор 2012, 2016 років.
Призерка Південнамериканських ігор 2010 року.